# Chiliss (peuple)

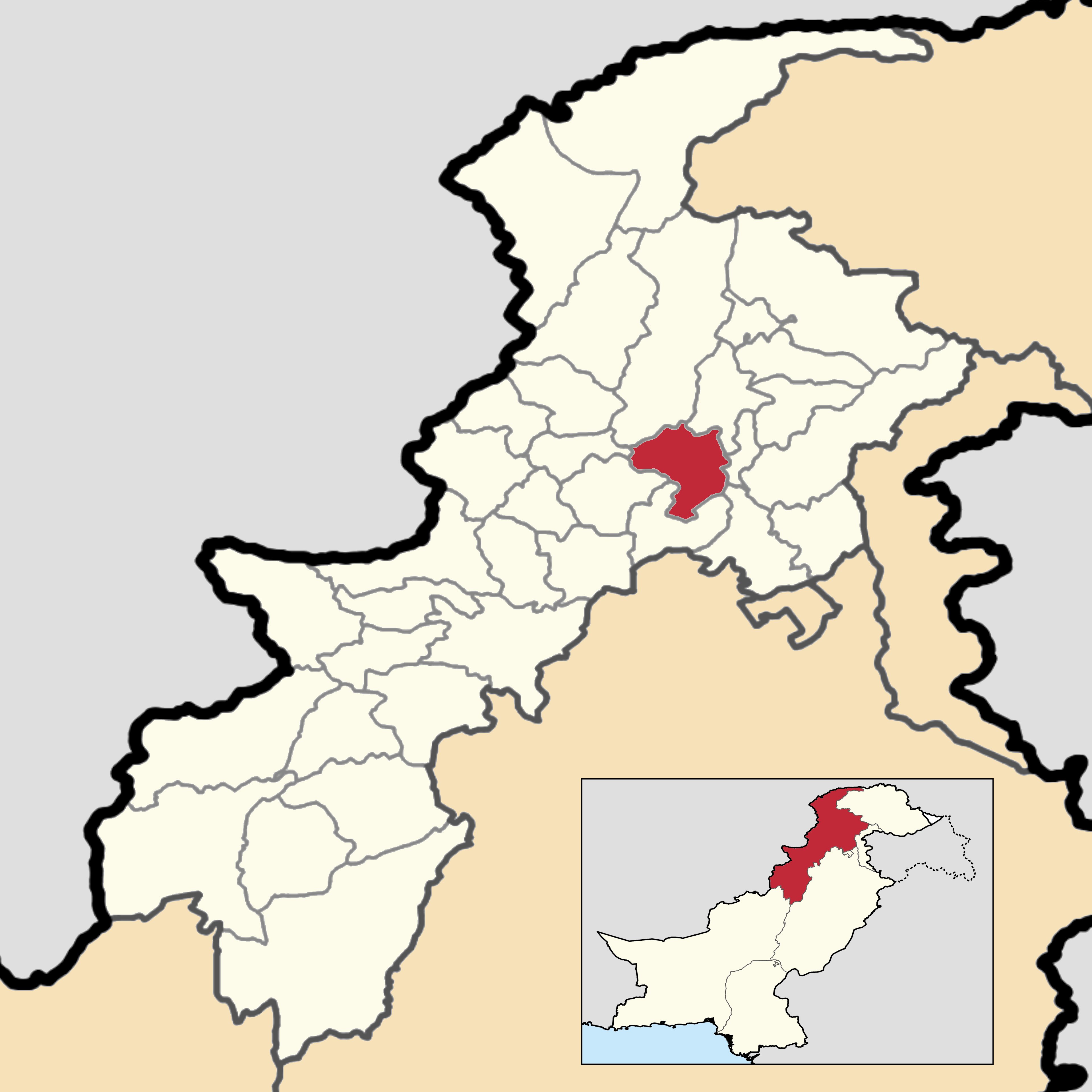
L'actuel district de Buner, au sein de la province de Khyber Pakhtunkhwa, d'où les Chiliss se disaient originaires.

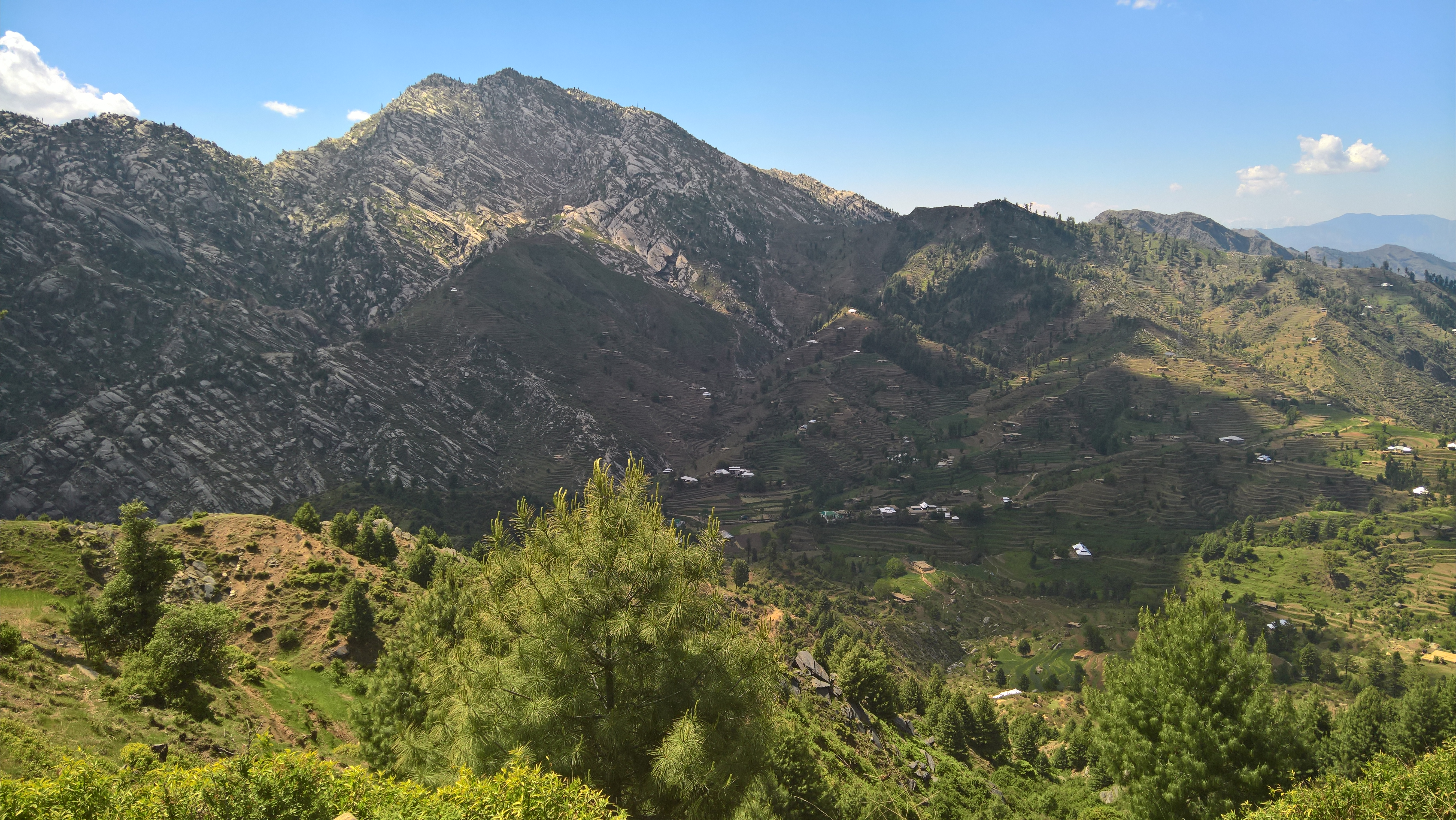
Petit village et paysage typiques de la région de Buner.

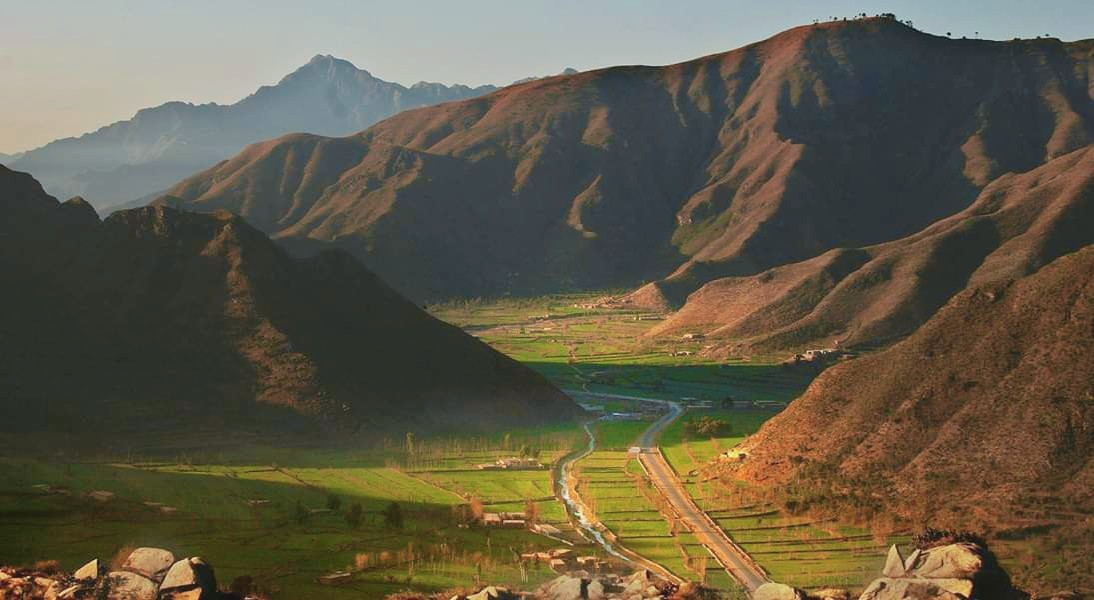
Petite vallée typique du pays de Buner.

Les Chiliss étaient un peuple de la vallée de l'Indus vivant dans l'Hindu Kush, au sein de villages situés dans l'actuelle province de Khyber Pakhtunkhwa au Pakistan. Les Chiliss se disaient, selon leur propre tradition, originaires de Boneyr. Leur existence est attestée jusqu'en 1873 par l'explorateur britannique John Biddulph.

## Histoire
Il est assez difficile de trouver des sources au sujet de ce peuple. On peut au moins s'appuyer sur le témoignage de John Biddulph, qui a parcouru la région peuplée par les Chiliss en 1873 :
"Scattered through the different villages are about 200 families ,who are called Chiliss by their neighbours , but Galos by themselves. They have a tradition their home was originally in Boneyr , whence they emigrated to Swat to escape being forced to become Mussulmans. Being further persecuted , they resolved to stake their all on a battle after which, if defeated , they would consent to embrace the religion of Islam. They were defeated, but a certain number of them , clinging to their old faith , migrated to the Indus Valley . This did not , however , save them from being forced to become Mussulmans, but they no longer form a separate community . Like the Gaware their language is based on Sanskrit . They are treated with much respect by their neighbours , and occupy , as a rule the best land in the country"
"Dispersées au sein des différents villages se trouvent environ 200 familles, qui sont appelées Chiliss par leurs voisins, mais Galos par elles-mêmes. Elles entretiennent la tradition selon laquelle leur patrie se trouvait jadis à Boneyr, d'où elles ont émigré pour Swat afin de n'être pas contraintes de devenir musulmanes. Se trouvant toujours plus persécutées, elles résolurent de risquer le tout pour le tout dans une bataille à l'issue de laquelle, si elles étaient défaites, elles consentiraient à embrasser l'Islam. Elles furent défaites, mais un certain nombre d'entre elles, attachées à leur vieille foi, migrèrent vers la vallée de l'Indus. Cela ne les empêcha pas d'être forcées de devenir musulmanes, mais elles ne forment plus une communauté isolée. Comme le Gaware leur langue est basée sur le Sanskrit. Elles sont traitées avec grand respect par leurs voisins, et occupent en général les meilleures terres du pays."